# 貪食吉氏脂鯉
貪食吉氏脂鯉，為輻鰭魚綱脂鯉目脂鯉亞目狼牙脂鯉科的其中一個種，分布於南美洲委內瑞拉Lago Maracaibo流域，體長可達13公分，棲息在沼澤、濕地等氾濫區，生活習性不明。